# Partido de los Trabajadores (Brasil)
El Partido de los Trabajadores (PT; en portugués Partido dos Trabalhadores) es un partido político brasileño de ideología progresista. Es uno de los partidos más grandes e importantes del país, representante más destacado de la oposición de los gobiernos después de la restauración de la democracia en los años 1980 y gobernante entre 2003 y 2016 y desde 2023. Ha quedado en primer o segundo puesto en todas las elecciones presidenciales que tuvieron lugar desde la democratización del país. 
Sus afiliados y simpatizantes son denominados informalmente "petistas". 
El PT surgió del sindicalismo espontáneo de obreros fabriles de São Paulo de finales de los años 70. Su máximo líder, Luiz Inácio Lula da Silva, consiguió la presidencia del país en 2003, después de un ascenso meteórico debido al descrédito de los partidos de centro y de derecha brasileños y a su programa de izquierda. 
Entre 2003 y  2016, fue su primera etapa como partido gobernante, representado por Lula da Silva y  Dilma Rousseff, hasta que ésta  fue acusada, en el Congreso, de violación de la normativa fiscal (presunto maquillaje del déficit público), siendo destituida de su cargo.
En 2023 volvió a convertirse por segunda vez en el partido gobernante de Brasil con la tercera posesión como presidente de Luiz Inácio Lula da Silva.

## La fundación
El Partido de los Trabajadores se fundó oficialmente por un grupo heterogéneo, compuesto por opositores a la Dictadura Militar, dirigentes sindicales, intelectuales de izquierda y católicos ligados a la Teología de la Liberación, el día 10 de febrero de 1980 en el Colegio Sion en São Paulo. El partido es fruto de la aproximación de los movimientos sindicales, al igual que de la Conferencia de las Clases Trabajadoras (CONCLAT), que vino a ser el embrión de la Central Única de los Trabajadores (CUT), grupo al cual perteneció el expresidente brasileño Luiz Inácio Lula da Silva, con antiguos sectores de la izquierda brasileña.
El PT fue fundado con un sesgo socialista democrático. Con el golpe de 1964, la espina dorsal del sindicalismo brasileño, que era el CGT (Comando General de los Trabajadores) y reunía liderazgos sindicales tutelados por el Ministerio de Trabajo y Empleo- un ministerio generalmente ocupado por líderes del Partido Laborista Brasileño varguista - fue disuelta mientras los sindicatos oficiales sufrían la intervención gubernamental. El resurgimiento de un movimiento obrero organizado, expresado en las huelgas del ABCD paulista de la década de 1970, brindaba la posibilidad de una reorganización del movimiento obrero fuera de la tutela del Estado, proyecto este expresado en la creación de la CONCLAT, que vendría a ser el embrión de la CUT, fundada tres años después del surgimiento del PT. Originariamente, este nuevo movimiento obrero buscaba hacer política exclusivamente en la esfera sindical[cita requerida]. Sin embargo, la supervivencia de un sindicalismo tutelado, expresa en la reconstrucción en la misma época del antiguo CGT, ahora con nombre de Confederación General de los Trabajadores, congregando líderes sindicales más conservadores, como Joaquinzão y Luís Antônio de Medeiros - más la influencia aún ejercida sobre el movimiento sindical por liderazgos de partidos de Izquierda tradicionales, como el Partido Comunista Brasileño, obligaron al movimiento sindical del ABCD, estimulado por líderes antiestalinistas de la Izquierda, como la de diversos agrupamientos trotskistas, a adquirir identidad propia por la constitución en partido político - una estrategia similar a la realizada por el movimiento sindical Solidarność en la Polonia comunista de entonces.
El PT surgió, así, rechazando tanto los tradicionales liderazgos del sindicalismo oficial, como también buscando poner en práctica una nueva forma de socialismo democrático, intentando rechazar modelos ya entonces en decadencia, como el soviético o el chino. Significó la confluencia del sindicalismo de base de la época con la intelectualidad de Izquierda antiestalinista.
Fue oficialmente reconocido como partido político por el Tribunal Superior de Justicia Electoral el día 11 de febrero de 1982.

## Ideología oficial del partido
El partido actualmente se ubica en la izquierda y pertenece a la Alianza Progresista. 
El PT surgió después de ser una organización sindical espontánea de operarios paulistas al final de la década de 1970, dentro del vacío político creado por la represión del régimen militar a los partidos comunistas tradicionales y a los grupos armados de izquierda entonces existentes. En su fundación, se presentaba como un partido de izquierda que defiende el socialismo como forma de organización social. Con todo, dice tener objeciones al socialismo implementado en algunos países, no reconociendo tales sistemas como el verdadero socialismo. La ideología espontánea de las bases sindicales del partido, y la acción personal de líderes sindicales como la de Lula, Jair Meneguelli y otros, siempre se caracterizó por una cierta reprobación a las ideologías en favor de la acción sindical como fin en sí misma, y es bien conocido el episodio en el que Lula, cuestionado por su adversario Fernando Collor con respecto a la filiación ideológica del PT, en un debate televisado en directo 1989, respondió textualmente que el PT "jamás declaró ser un partido marxista".
Aun así, el partido mantuvo durante toda la década de 1980 relaciones amistosas con los partidos comunistas que entonces gobernaban países del "socialismo real" como la Unión Soviética, República Democrática Alemana, la República Popular de China, y Cuba. Estas relaciones, no obstante, jamás se tradujeron en ningún tipo de organización entre partidos o de unidad de acción y no sobrevivieron a la caída del mismo socialismo real a partir de 1989, a pesar del mantenimiento de cierta afinidad sentimental de algunos líderes del PT con el Gobierno de Fidel Castro - como en el caso emblemático del exdiputado José Dirceu, que en la década de 1960 fue exilado en Cuba y allí recibió entrenamiento para la lucha de guerrillas (de la cual jamás participó concretamente). El liderazgo del PT mantuvo buenas relaciones con el Gobierno de Hugo Chávez en Venezuela, hasta su muerte en marzo de 2013.
El PT nació con una postura crítica al reformismo de los partidos políticos socialdemócratas. En palabras de su programa original: "Las corrientes socialdemócratas no presentan hoy ninguna perspectiva real de superación histórica del capitalismo imperialista". El PT se organizó, en el papel, a partir de las formulaciones de intelectuales marxistas, pero también contenía, desde el nacimiento, ideologías espontáneas de los sindicalistas que constituyeron su "núcleo duro" organizacional, ideologías que apuntaban a una aceptación del orden burgués, y cuya importancia se volvió cada vez mayor, a medida que el partido adquiría bases materiales como máquina burocrático-electoral.
El partido se articula con otros partidos diversos y grupos de izquierda latinoamericanos, como el Frente Amplio uruguayo, partidos comunistas de Cuba, Brasil y otros países, y movimientos sociales brasileños, como el MST en el llamado Foro de São Paulo, reunión de movimientos y partidos políticos de izquierda latinoamericanos. Lula afirmó en el último de esos encuentros: "Necesité llegar a la presidencia de la República para descubrir cuán importante fue crear el Foro de São Paulo".
Algunos afirman que dichas relaciones no se traducen en ningún tipo de unidad organizacional, quedando en el nivel de la solidaridad política mutua en torno a ciertos objetivos comunes, como la lucha por la unidad latinoamericana y la oposición a la penetración política estadounidense en América Latina. Estos últimos dicen que lo que caracteriza al PT es una cierta adhesión retórica al socialismo, adhesión esta que no se traduce en presupuestos ideológicos claros y consensualmente admitidos por la generalidad del partido. El expresidente del PT, José Genoíno, solía afirmar que el socialismo y el marxismo se volvieron para el partido "un sistema de valores" más que un conjunto de medidas para la transformación de la sociedad.
Otros, discrepando, caracterizan el Foro de São Paulo como un trazado de políticas conjuntas y de hecho, que fue lo que permitió el ascenso de Lula, de Hugo Chávez, de Evo Morales y del Frente Amplio, argumentando que esas políticas conjuntas están trazadas en las actas de esos foros, y son ejecutadas pronto por los participantes presentes en el Gobierno. Las ideologías políticas de los partidos y movimientos participantes del Foro de São Paulo difieren ellas mismas considerablemente, oscilando del marxismo-leninismo del PC cubano al "bolivarianismo" y socialismo democrático típicamente latinoamericano practicado por Hugo Chávez y Evo Morales.
Se podría decir que todavía en el PT el trabajo ideológico-teórico siempre fue llevado a remolque de los orígenes concretos del partido. A favor de esa afirmación está el hecho de que su núcleo duro está compuesto por sindicalistas con una preocupación, por encima de todo, con los intereses corporativos de los trabajadores asalariados organizados, lo que explicaría la facilidad con que el partido, una vez en el poder, se adaptó a la lógica de la economía capitalista como un todo y a una política económica bastante ortodoxa. Y no se trata aquí solo de la Presidencia de la República; ya en la década de 1990, prefectos petistas como el futuro Ministro de Hacienda Antônio Palocci adoptaban políticas de Gobierno de tipo neoliberal (privatizaciones, cortes drásticos de gastos públicos) que en poco se distinguían de las propuestas por sus análogos del PSDB o del Demócratas (antiguo PFL). En julio de 2006, el propio expresidente Lula se declaró distante de la izquierda, admitiendo que en un eventual segundo mandato proseguiría con políticas conservadoras.
Aun así, es posible argumentar que una regencia capitalista de la economía también fue practicada por Lenin, en la llamada Nueva Política Económica, justo después de la Revolución soviética. José Genoíno, en entrevista a la Folha de São Paulo en febrero de 2005, afirmó categóricamente que el Gobierno Lula seguía la Nueva Política Económica leninista.
Cabe recodar que la burocracia del PT, gracias a sus conexiones con cúpulas sindicales como las de la CUT, tuvo la oportunidad concreta de desarrollar estrategias de acumulación de capital a través de la administración de fondos de pensión privados (cuyo desarrollo el Gobierno Lula intentaría estimular en la reciente reforma del sistema de Seguridad Social), estrategias estas que acabarían por desarrollar una cierta identidad de intereses entre la burocracia del partido y sectores de la burguesía brasileña).

## Tendencias del partido
Antiguas tendencias
- Causa Obrera (salió del partido en 1990, pasó a integrar el PCO)
- Convergencia Socialista (salió del partido en 1993, pasó a integrar el PSTU)
- Acción Popular Socialista (salió del partido en 2005, pasó a integrar el PSOL).
- Tendencia por el Partido Obrero Revolucionario (salió del partido en 1990, pasó a integrar el POR).
- Izquierda Marxista (EM) (salió del partido en 2015, pasó a integrar el PSOL).

Tendencias de la llamada "Izquierda del PT"
- O Trabalho (OT)
- Tendencia Marxista (TM)
- Articulación de Izquierda (AE)
- Brasil Socialista (BS)
- Democracia Socialista (DS)
- Resistencia Socialista (RS)

Otras tendencias
- Democracia Socialista (DS)
- Movimiento PT
- Articulación Unidad en la Lucha
- Construyendo un Nuevo Brasil (CNB) (actual dirección mayoritaria del partido)

## Principales cargos conquistados por el partido oficialmente
El partido obtuvo en 1985 su primera alcaldía (Prefeitura) de una capital Fortaleza. Maria Luíza Fontenele fue la primera mujer en ser alcalde (Prefeita) de una capital.
En 1988, la alcaldía (prefeitura) de la mayor ciudad de Brasil (São Paulo) fue ganada por Luiza Erundina, primera mujer en gobernar la metrópolis. Vence también en la ciudad de Porto Alegre, Río Grande del Sur con Olívio Dutra que, seguido de Tarso Genro, Raul Pont e Tarso Genro de nuevo, completarían 16 años de administración petista en la ciudad, así como en la ciudad de Victoria, Espírito Santo con Vítor Buaiz. Consigue exclelentes resultados en la ciudad de Belo Horizonte donde Virgílio Guimãraes quedó en segundo lugar por 2% de los votos y en Goiânia donde Darci Accorsi quedó en segundo lugar, pero logró más del 40% de los votos.
En 1990, Jorge Viana va a la segunda vuelta de la elección para gobernador de Acre (Brasil), pero pierde por tres mil votos de diferencia. En ese mismo año, se nombra en São Paulo al primer senador del partido: Eduardo Suplicy (quien mantuvo su escaño hasta 2015).
En 1994, se eligen a los gobernadores en Estados como Espírito Santo y Distrito Federal y cuatro senadores: Marina Silva en Acre, José Eduardo Dutra en Sergipe, Lauro Campos en Distrito Federal y Benedita da Silva en Río de Janeiro.
En 1998, se eligen a los gobernadores de Río Grande del Sur, Olívio Dutra, de Mato Grosso do Sul, José Orcírio Miranda dos Santos (Zeca do PT) y Jorge Viana en Acre, además de Heloísa Helena y Tião Viana para el senado.
En 2000, se elige por segunda vez a una mujer para gobernar São Paulo, Marta Suplicy. Sale Tarso Genro para su cuarto mandato consecutivo en Porto Alegre, Pedro Wilson Guimarães en Goiânia, João Henrique Pimentel en Macapá, João Paulo en Recife, Célio de Castro (electo por el PSB que entra en el PT en 2001) en Belo Horizonte, Marcelo Déda em Aracaju, Edmilson Rodrigues em Belém, entre otras capitales y ciudades importantes como Guarulhos, Ribeirão Preto, Campinas, Caxias do Sul, Londrina, Imperatriz y Corumbá.
En 2002, se elige a Aloizio Mercadante como senador de la República con una votación histórica - 10 millones 497 mil 348 votos, la mayor registrada en el país.

En 2002, llega a la Presidencia de la República por primera vez. Lula da Silva fue elegido Presidente de la República, juntamente con la mayor bancada de diputados federales, de 91 diputados, electa para el Congreso Nacional.

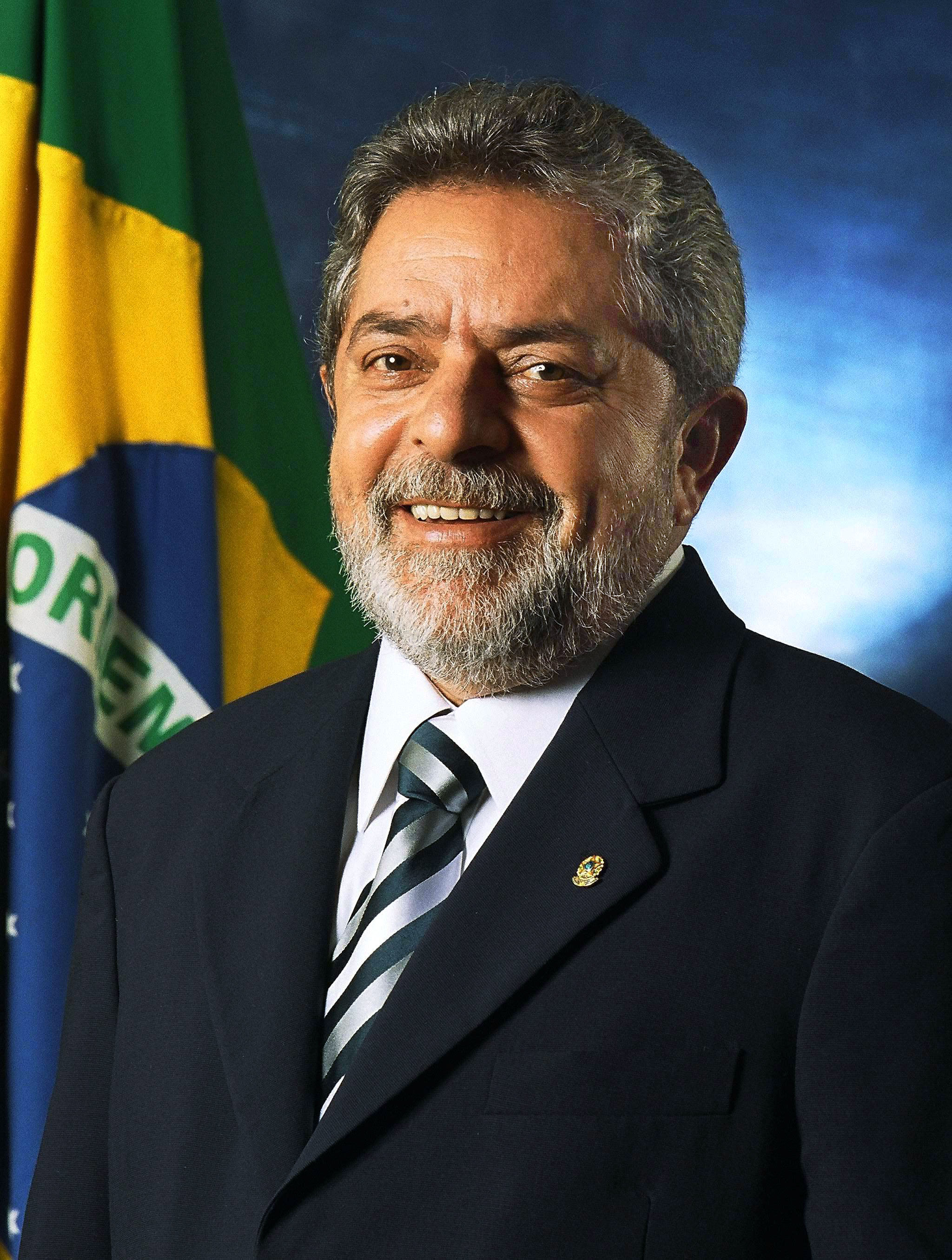
Luiz Inácio Lula da Silva en 2003.

João Paulo Cunha es electo Presidente de la Cámara de los Diputados en 2003, siendo el primer petista y el primer sindicalista en obtener el cargo. En las elecciones de 2002 el PT elige a Wellington Dias para el Gobierno de Piauí, reelige a Jorge Viana en Acre y a Zeca del PT en Mato Grosso do Sul. Además de elegir a 10 senadores: Paulo Paim (RS), Ideli Salvatti (SC), Flávio Arns(PR), Ana Júlia Carepa (PA), Marina Silva (AC), Aloizio Mercadante (SP), Delcídio Amaral (MS), Serys Slhessarenko (MT), Fátima Cleide (RO) e Cristovam Buarque (se desafilió en 2005).
En 2004, en las elecciones municipales, el partido perdió en importantes centros urbanos (como las prefecturas de São Paulo, Campinas, Santos, Goiânia, Ribeirão Preto y Porto Alegre, donde el partido se mantenía en el poder desde hacía 16 años). Entretanto, el número total de alcaldes electos por el PT en el país subió de 187 a 411. En la tercera más importante ciudad del país, Belo Horizonte, el PT consiguió reelegir al alcalde Fernando Pimentel y en Fortaleza, cuarta mayor ciudad del país, elige a Luizianne Lins.
En São Paulo, el partido perdió la alcaldía para José Serra, del PSDB, contra quien Lula había concurrido a la Presidencia en 2002.
En 2010, Dilma Vana Rousseff es elegida la primera mujer presidenta de Brasil.
El Partido de los Trabajadores es el único partido en Brasil con elecciones directas para todos los cargos de la dirección del partido, en todos los niveles: municipal, estatal y federal, a través del proceso de elecciones directas (PED) que ocurre cada tres años. Es necesario recordar, no obstante, que en función de su concentración cada vez mayor en una acción política pautada por el calendario electoral, que el PT terminó girando cada vez más en torno a la figura individual de Lula y del grupo ideológicamente más afín a él, el Campo Mayoritario (sucesor de la tendencia Articulación) acabaría por imponerse al partido como facción dominante, a partir de los expurgos de las corrientes de extrema-izquierda en el interior del partido a inicio de la década de los 90, que fundaron el PSTU (Partido Socialista de los Trabajadores Unificado), el PCO (Partido de la Causa Obrera), y también el PSOL a comienzos de la década de 2000.

## Raíces ideológicas
Para algunos, se pueden verificar las raíces ideológicas del PT en dos grandes nombres del marxismo: Lenin y Gramsci. La Nueva Política Económica (NEP) — doctrina económica leninista que retrasaría a mecanismos de la economía de mercado sin abrir la mano al socialismo — sirve de base e inspiración para la política económica del Gobierno Lula, según declaraciones de José Genoíno, expresidente del PT, al periódico Folha de S. Paulo en febrero de 2005. Para esos, el reformismo gramscista es la base de la acción política y electoral del PT, basada en el paradigma del moderno príncipe (una relectura hecha por Gramsci del príncipe de Maquiavelo). Ese pensamiento es rechazado por muchos pietistas, que niegan cualquier relación con los comunistas soviéticos, y hasta los confrontan, como se ve en los orígenes del partido.
El PT se originó en el movimiento sindical brasileño y en las comunidades eclesiales de base de la teología de la liberación, surgiendo de la desilusión con el "socialismo realmente existente", del modelo estalinista soviético y maoísta chino, y pretendía, en el origen, fundamentalmente aquello que su nombre indicaba: un partido de trabajadores para trabajadores, inclusive como una alternativa deliberada al Partido Comunista Brasileño. Un hecho emblemático para caracterizar esta posición diferenciada, como ya se ha dicho, fue su apoyo al sindicato independiente Solidarność en su lucha por la apertura política en la Polonia comunista de entonces.
El PT, en su propia definición, siempre se pautó por la libertad de opinión y por la disciplina de partido, que algunos dicen remontar al Partido Comunista de la Unión Soviética, dirigido por Lenin. Con todo, se aleja del pensamiento de ese ideólogo por ser contrario a la idea de ser un partido revolucionario centralizado dirigido por intelectuales. A partir de su base tradicional en la clase obrera urbana, el PT se organizó más como un conglomerado heterogéneo de núcleos temáticos, de forma antagónica a una organización de base en células de tipo comunista, que tendían a privilegiar la posición de clase de los afiliados sobre sus intereses espontáneos o afiliaciones no-clasistas (por ejemplo, la pertenencia a movimientos homosexuales, ecológicos, de base étnica y/o identitaria). Casos emblemáticos de esto fueron la unión del PT, desde muy temprano, con el movimiento agrario-ecológico de los recolectores de caucho de Acre (Brasil) por la instalación de reservas de extracción en la Amazonia, entonces dirigido por el activista Chico Mendes y el fuerte apoyo dado por ese partido al MST.
El PT, desde su fundación, acabó por servir de desagüe a intelectuales marxistas (por ejemplo el científico político comunista Carlos Nelson Coutinho) e incorporó ciertas ideas políticas del comunista italiano Antonio Gramsci, básicamente a interpretación de la lucha política como lucha por la hegemonía ideológica, idea esta reinterpretada en un sentido reformista, en que los enfrentamientos en el campo cultural pasaban a sustituir completamente la preparación para un enfrentamiento revolucionario clásico de tipo violento, permitiendo la aceptación de la legalidad y del calendario electoral de la Democracia parlamentaria.
La mayor parte de los estudiosos de Gramsci en Brasil está afiliada y/o simpatiza con el Partido de los Trabajadores, colocándose como intelectuales orgánicos de ideología proletaria) y muchos de ellos fueron, incluso, nombres importantes en la creación del partido. Hay, con todo, una mayor diversidad ideológica entre los intelectuales petistas.
Puede concederse hasta, en un sentido restringido, que el gramscismo sea considerado la ideología del campo mayoritario, el ala del PT que hoy lo preside. La adhesión del PT al trabajo de superación del sentido común, a la economía de mercado y al abandono de la lucha revolucionaria abierta es comprobada por las periódicas purgas de los grupos en él incrustados que se reclamaban del marxismo más ortodoxo. En otras palabras, tal "gramscismo" no pasaría de una ideología de renuncia a la acción revolucionaria en favor de un "socialismo" de meras actitudes poco onerosas supuestamente a favor de los oprimidos.
A principios de la década de 1990 ocurrieron las primeras grietas y expulsiones del partido. Estas primeras expulsiones tenían como causa, la proposición por parte de algunas corrientes trotskistas, del contrato del partido en acciones de tipo revolucionario con el Gobierno de Fernando Collor, ya sea a través de una acción directa contra él (propuesta por la corriente Causa Obrera), o levantando la plataforma de agitación de elecciones generales como secuencia al proceso de destitución de Collor (propuesta por la corriente Convergencia Socialista). En 2003, miembros del partido desconformes con las políticas económicas próximas a la economía neoclásica (o más exactamente a la relectura de economía neoclásica conocida como Consenso de Washington) del Gobierno Lula, fueron expulsados tras no seguir las directrices del partido en la votación de la Reforma del Sistema de Seguridad Social. Aprovechándose del momento de crisis en que el PT pasaba, esos miembros, liderados por Heloísa Helena, pensaban que era el momento justo para la construcción de un nuevo partido de izquierda siendo la referencia de los trabajadores brasileños. Así nacía el Partido Socialismo y Libertad (PSOL). Más tarde, el PSOL se volvería solo más una leyenda disidente del PT sin gran expresión electoral o en la base de los movimientos sociales. Posteriormente, al ser derrotados en el PED (Proceso de Elecciones Directas), que decidían las direcciones del partido, otra tendencia también migra al PSOL, La Acción Popular Socialista (APS) de Plínio de Arruda Sampaio.
A pesar de estas pequeñas rupturas, el PT aún consigue ser referencia de los trabajadores y trabajadoras del campo y la ciudad. Gente importante continúa en el partido, como Raul Pont, Emir Sader y Valter Pomar, que prefirieron disputar el mando del partido en vez de romper con él. El PT todavía contiene una fracción que mantiene una afiliación doctrinaria y de organización con el trotskismo internacional, la Democracia Socialista (DS), ligada al llamado Secretariado Unificado de la IV Internacional - corriente que tuvo como su más importante dirigente histórico al economista belga Ernest Mandel. Pertenece a la DS el exministro de Reforma Agraria del primer Gobierno de Lula, Miguel Rosseto.

## Gobierno de Lula
Con el ascenso a la Presidencia de Luis Inácio Lula da Silva, del Partido de los Trabajadores en 2002 venciendo en la segunda vuelta de las elecciones generales de 2002 y con la investidura en enero de 2003, se aglutinaron varios partidos políticos, de entre ellos el Partido Popular Socialista, Partido Socialista Brasileño, Partido Democrático Laborista, y otros como base de sustentación.
Con la continuidad de una cierta forma de las políticas económicas del Gobierno de Fernando Henrique Cardoso y con las denuncias de corrupción, se agravó la crisis política, ocasionando la escisión del Partido de los Trabajadores en Partido Socialismo y Libertad (PSOL) en 2004.
Después de este periodo vinieron las críticas de la izquierda al Gobierno del Presidente Lula y el reconocimiento público del Partido de los Trabajadores como un partido reformista de extrema izquierda, en vez de su aliado Partido Socialista Unido de Venezuela con un programa revolucionario. En 2006, con las elecciones generales, fue reafirmado el proyecto pietista de Brasil, habiendo el desarrollo del Plan de Aceleración del Crecimiento, el PAC.
A pesar de ciertos escándalos, Lula finalizó su mandato con una aprobación del 80% de la población, consolidó una fuerte clase media que hoy es mayoritaria en Brasil, saco a millones de personas de la pobreza y redujo las desigualdades en un país de 190 millones de habitantes.
En los años de Lula, el país ha disfrutado de una bonanza económica y ha sorteado la crisis mundial, que comenzó en 2008, con un buen crecimiento económico consolidándose como una potencia emergente.

## Controversias

### Burocratización
Durante la década de 1990, a medida que el PT se fue acomodando a la normalidad institucional de la política brasileña, abandonando posturas simbólicas de rechazo de aquello que, en la terminología marxista, denominaba "democracia burguesa" (gestos tales como la expulsión de los diputados federales Airton Soares y Bete Mendes por votar a Tancredo Neves en el Colegio electoral de 1985, o el voto negativo a la redacción final de la Constitución de 1988) él fue lentamente abandonando el carácter de un "frente" informal de grupos de Izquierda para desarrollar una poderosa estructura burocrática permanente que lo volviese apto para participar, con oportunidades de victoria, de embates electorales normales. Asóciese a esto la pérdida de ímpetu militante por cuenta de las posiciones cada vez más conservadoras adoptadas por el partido, y tenemos que el PT se volvió cada vez más dependiente de fuentes externas de fondos que viabilizasen sus campañas electorales y el montaje de una base de apoyo parlamentario al Gobierno Lula. Según el intelectual marxista César Benjamin, desde 1990, " Lula y José Dirceu comenzaron a vaciar el potencial militante del PT para transformar el partido en una máquina electoral tan formidable como inofensiva […] dirigir el PT, en los últimos años, fue gestionar ambiciones ".
Otros argumentan que el PT habría sido víctima de aquello que el politólogo Robert Michels, a principios del siglo XX, había denominado "Ley de Hierro de la Oligarquía": su dirección burocrática se habría integrado en el orden burgués simplemente como un interés corporativo más, desmoralizando el partido ante la opinión pública como un instrumento de transformación social a gran escala. Seguramente, se puede decir que el partido se encuentra en una seria crisis financiera, lo que Le llevó a deshacerse de su sede en Brasilia, así como una crisis de legitimidad de su dirección oriunda del ya mencionado Campo Mayoritario, el cual perdió en las últimas elecciones internas la mayoría de la dirección del partido.

### Denuncias de corrupción contra miembros del partido
En el año 2005, el penúltimo año de gestión del PT, miembros del partido se vieron envueltos en varias acusaciones de corrupción que pasaron a tener gran repercusión tras las denuncias del entonces diputado federal y expresidente del PTB, Roberto Jefferson (envuelto en un escándalo de corrupción en Correos), sobre un supuesto esquema de pago de soborno a parlamentarios, que denominó "mensualidades"  (Mensalão). Las acusaciones del diputado en el Consejo de Ética de la Cámara de los Diputados culminaron con el alejamiento del entonces Ministro-jefe de la Casa Civil, José Dirceu, en la instalación de la CPI de Correos y en varias acusaciones en secuencia, que provocaron la salida del presidente del PT José Genoíno y el pedido de licencia de varios miembros de la cúpula del partido. De entre estos, los principales nombres son los de Silvio Pereira que era secretario-general nacional del PT, y salió por haber supuestamente ganado un vehículo de una empresa privada que había vencido una licitación, y Delúbio Soares, extesorero del partido, que fue expulsado y dimitido del cuadro de profesores del Gobierno de Goiás por no ejercer el cargo. Después del escándalo de las mensualidades (, el diputado federal José Dirceu tuvo su mandato anulado por el plenario de la Cámara. El relator de la CPI concluyó que hubo distribución de recursos ilegales a parlamentarios con periodicidad.
"Hubo recepción de ventajas indebidas por parte de parlamentarios y dirigentes del partido con periodicidad variable, pero constante en 2002 y 2003. Llámese a eso mensualidades quien quiera; llámese a eso quincualidades quien quiera; llámese a eso semanalidades quien quiera". citando el relato final de Ibrahim Abi-Ackel (PP-MG).
El PT defiende la tesis de que el delito cometido fue de Caixa Dois y no de la compra de diputados. Con respecto a eso, el Presidente Lula declaró, en una entrevista en Francia en julio de 2005, que "Lo que el PT hizo desde el punto de vista electoral es lo que se hace en Brasil sistemáticamente. Creo que las personas no pensaron justo en lo que estaban haciendo, porque el PT tiene en la ética una de sus marcas extraordinarias. Y no es por causa del error de un dirigente u otro que puede decir que el PT esté involucrado en corrupción."
En septiembre de 2006 surge un nuevo escándalo, llamado "Crisis del dossier" involucrando a personas próximas al presidente Lula y al senador Aloízio Mercadante, respectivamente candidatos a la Presidencia de la República y al Gobierno de São Paulo, que pretendían comprar, con 1,7 millón de reales en efectivo, de origen dudoso, un dosier que supuestamente vincularía al candidato José Serra con el escándalo de las sanguessugas.
El principal marco de los escándalos de corrupción en el PT es el gran número de involucrados en el liderazgo del partido, lo que no se tenía noticia hasta la crisis de las mensualidades.[cita requerida]
El 1 de febrero de 2008, la ministra de Igualdad Racial Matilde Ribeiro, también afiliada al partido pidió la dimisión del cargo, a cauda de gastos irregulares con la tarjeta de crédito corporativa de su ministerio.[cita requerida]

## Presidentes del partido
- Luiz Inácio Lula da Silva (1981-1988)(1990-1994) (de 1992 hasta el 2002, como presidente de honor)
- Olívio Dutra (1988)  (interino)
- Luiz Gushiken (1988-1990)
- Rui Falcão (1994-1995)
- José Dirceu (1995-2002)
- José Genoíno (2002-2005)
- Tarso Genro (2005) (interino)
- Ricardo Berzoini (2005-2006)  (interino)
- Marco Aurélio Garcia  (2006-2007) (interino)
- Ricardo Berzoini (2007-2010)
- José Eduardo Dutra (2010-2011)
- Rui Falcão (2011-2017)
- Gleisi Hoffmann (2017-presente)

## Elecciones

### Elecciones presidenciales
|  | 17,18 % |

|  | 46,97 % |

|  | 27,04 % |

|  | 31,71 % |

|  | 46,44 % |

|  | 61,27 % |

|  | 48,61 % |

|  | 60,83 % |

|  | 46,91 % |

|  | 56,05 % |

|  | 41,59 % |

|  | 51,64 % |

|  | 29,28 % |

|  | 44,87 % |

|  | 48,43 % |

|  | 50,90 % |

### Elecciones parlamentarias
|  | 3,55 % |

|  | 3,66 % |

|  | 6,47 % |

|  | 10,19 % |

|  | 12,82 % |

|  | 13,93 % |

|  | 13,19 % |

|  | 18,42 % |

|  | 18,39 % |

|  | 22,00 % |

|  | 15,01 % |

|  | 19,22 % |

|  | 16,87 % |

|  | 23,12 % |

|  | 13,94 % |

|  | 16,96 % |

|  | 10,30 % |

|  | 14,46 % |

|  | 12,10 % |

|  | 12,08 % |